# Visolie

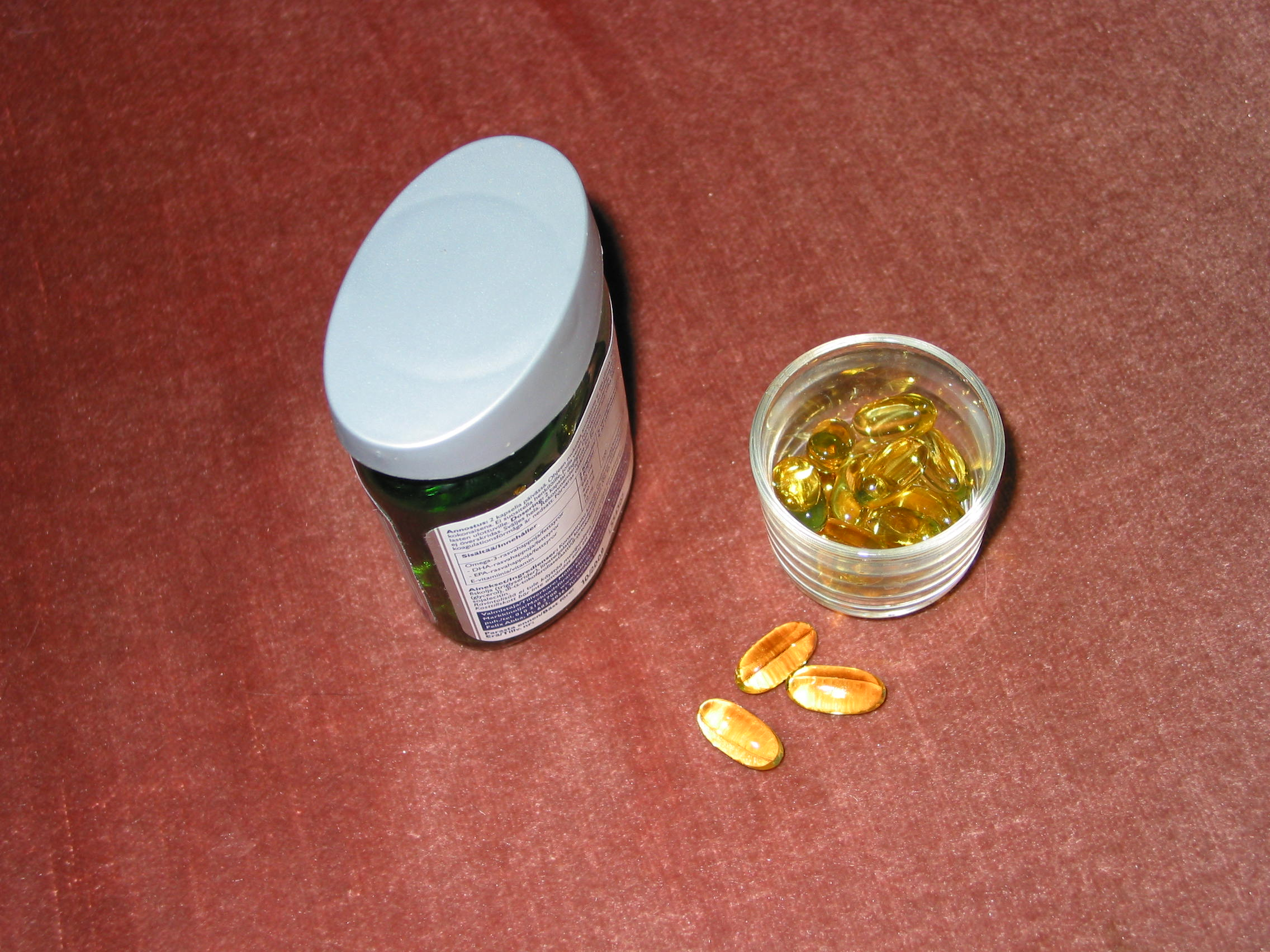
Visoliecapsules

Visolie is geraffineerde olie afkomstig uit vis. Visolie kan bedoeld zijn voor menselijke consumptie of voor verwerking in diervoeders.

## Geschiedenis
De visolie-industrie, met als bijproduct vismeel, kwam in opkomst aan het begin van de 19e eeuw in Noord-Europa en Noord-Amerika. Hierbij werd vooral haring verwerkt, het was een seizoensgebonden kustvisserij en op deze wijze werden de vangstoverschotten verwerkt. De visolie werd voornamelijk industrieel gebruikt bij het leerlooien en bij de productie van zeep en glycerol en andere niet-voedingsmiddelen. Het bijproduct vismeel, gedroogde vis ontdaan van water en olie in poedervorm, werd aanvankelijk gebruikt als meststof, maar wordt sinds de eeuwwisseling gedroogd en vermalen tot vismeel voor diervoeding.

## Productieproces
Het grootste deel van 's werelds vismeel en olie wordt geproduceerd door middel van de natte persmethode. De vis wordt gekookt waardoor water en olie vrijkomen. De oplossing wordt geperst waardoor de vaste delen een perskoek vormen die 60-80% van de olievrije droge stof, zoals eiwit en botten, bevat en de vloeibare delen, de persvloeistof, dat water en de rest van de opgeloste vaste stoffen, zoals olie, eiwit, vitaminen en mineralen, bevat. Het grootste deel van het slib in de persvloeistof wordt verwijderd door decanteercentrifuge en de olie wordt vervolgens verwijderd door het te centrifugeren. De perskoek en andere vaste delen wordt gedroogd en vermalen. Dit wordt opgeslagen in zakken of in bulk. De visolie wordt opgeslagen in tanks.
Voor de productie van 1 liter visolie is (afhankelijk van de soort vis) 20-100 kilogram wilde vis nodig. Er wordt per jaar ruim 1 miljard liter visolie gemaakt en ongeveer vijfmaal zoveel vismeel maar dan uitgedrukt in kilogram. Visolie is voornamelijk afkomstig uit ansjovis, sardines, kabeljauw, makreel en haring.
In 2018 werd van alle gevangen en gekweekte vis zo'n 88% gebruikt voor directe menselijke consumptie. De overige 12%, zo'n 22 miljoen ton, werd voor andere zaken gebruikt waarvan weer 80% werd ingezet voor de productie van visolie en vismeel. In 1994 werd nog zo'n 30 miljoen ton vis verwerkt en dit daalde naar 14 miljoen ton in 2014. In 2018 steeg het weer naar 18 miljoen ton voornamelijk door goede vangsten voor de kust van Peru. Peru is veruit de grootste producent en gebruikt hiervoor vooral ansjovis. Naast vis wordt ook visafval, een bijproduct van de visverwerking, ingezet bij de productie van visolie en vismeel. In 2019 was de globale markt voor visolie US$ 1,9 miljard groot.

## Gebruik
Visolie wordt met name gebruikt als diervoeding, voor vis, vee en huisdieren, in de voedingsmiddelenindustrie en farmacie en in de landbouw. In de voedingsmiddelenindustrie werd het gebruikt in margarine en bakvetten, maar hier is de visolie grotendeels vervangen door plantaardige oliën.

## Gezondheidsclaims
Visolie bevat twee omega 3-vetzuren, EPA en DHA. Deze vetzuren zijn belangrijk, maar vis of visolie is niet de enige bron van omega 3. Het is niet de vis zelf die de gezonde omega 3-vetzuren produceert, maar deze komen uit de voeding van de vis: algen kunnen omega 3-vetzuren aanmaken en zij worden gegeten door kreeftjes die weer door vissen worden gegeten. Zo komen de gezonde vetzuren in de voedselketen terecht. Vanwege deze vetzuren wordt vaak van visolie beweerd dat deze gunstig voor de gezondheid zou zijn. Sommige onderzoeken suggereren dat zij hart en bloedvaten beschermen tegen onregelmatige hartslag, trombose (bloedpropjes), vorming van plaque, en ontsteking. Dit sluit echter niet aan bij de consensus. Beweringen over deze gezondheidsclaims zijn daarom niet toegestaan bij de promotie en verkoop van producten in de Europese Unie.
De Europese Autoriteit voor Voedselveiligheid (EFSA) staat geen gezondheidsclaims toe over visolie. Er mogen geen beweringen gemaakt worden over gezondheidsvoordelen in de marketing, promotie, productbeschrijving en andere uitingen over visolie. Zo mogen er onder de Europese regelgeving geen gezondheidsclaims gemaakt worden over het bloedverdunnend effect, positief effect op hart en lipideniveaus van bloed, positief effect op botten, kalkopname, calciumniveaus in urine, positief effect op gewrichten, ontstekingsremmende werking, verbetering van cognitieve functies en voordelen voor de huid.

### Depressie
Een groot aantal onderzoeken heeft inmiddels een omgekeerde correlatie aangetoond tussen omega-3 inname en depressie. Omega-3 vetzuren zouden een preventieve werking hebben en bij een al aanwezige depressie zou het de symptomen kunnen verminderen. De beste resultaten worden echter behaald in combinatie met standaardtherapie. Toch lijkt hier geen consensus over en zijn er geen gezondheidsclaims toegestaan in de Europese Unie.

### Onzekerheid en mogelijke negatieve effecten
Hoe omega-3-vetten precies werken is nog onbekend. De uitkomsten van epidemiologisch en experimenteel onderzoek vertonen tegenstrijdigheden, van een gunstig effect op borstkanker tot een vergroot risico op prostaatkanker bij mannen die veel omega-3-vetzuren binnenkrijgen. In 2009 werd een serie onderzoeken in een meta-analyse vergeleken: de enige harde conclusie die hieruit volgde, was dat de vetzuren beschermen tegen een plotselinge hartaanval door hartritmestoornis.

### Vis of visolie
Het is nog niet zeker of het binnenkrijgen van visolie uit capsules hetzelfde effect oplevert als het eten van vette vis. De Gezondheidsraad adviseert om eenmaal per week vis te eten, bij voorkeur vette vis. Gezondheidsraad refereert echter aan achterhaalde toegestane gezondheidsclaims van de EFSA. De EFSA adviseert wel EPA en DHA in het dieet, maar adviseert geen visolie als bron.